# Cyclopteridae

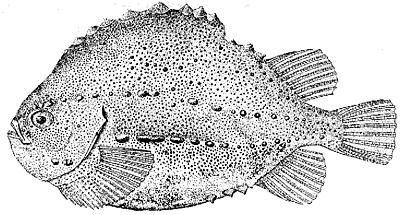
Cyclopterus lumpus.

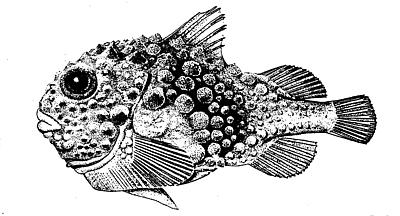
Eumicrotremus spinosus.

Los peces grumo (Cyclopteridae) son una familia de peces actinopterigios del orden Scorpaeniformes. Se trata de animales propios de aguas frías de los océanos Ártico, Atlántico norte y Pacífico norte. Este último posee la mayor diversidad de especies. Las huevas de las especies de mayor tamaño se emplean como caviar en la gastronomía danesa, en la cual  los peces que poseen dicho interés se denominan 'stenbider'. Además de poseer un sabor exquisito, dichas huevas poseen un menor coste que el caviar de esturión, lo cual amplía mucho el número de compradores.

## Etimología
El nombre de la familia, 'Cyclopteridae', procede del griego 'kyklos', círculo, y de 'pteryx', aleta.

## Taxonomía
La familia grupa a 28 especies en seis géneros:
- Género Aptocyclus
  - Aptocyclus ventricosus (Pallas, 1769).
- Género Cyclopsis
  - Cyclopsis tentacularis Popov, 1930.
- Género Cyclopteropsis
  - Cyclopteropsis bergi Popov, 1929.
  - Cyclopteropsis brashnikowi (Schmidt, 1904).
  - Cyclopteropsis inarmatus Mednikov & Prokhorov, 1956.
  - Cyclopteropsis jordani Soldatov, 1929.
  - Cyclopteropsis lindbergi Soldatov, 1930.
  - Cyclopteropsis mcalpini (Fowler, 1914).
  - Cyclopteropsis popovi Soldatov, 1929.
- Género Cyclopterus
  - Cyclopterus lumpus Linnaeus, 1758.
- Género Eumicrotremus
  - Eumicrotremus andriashevi Perminov, 1936.
  - Eumicrotremus asperrimus (Tanaka, 1912).
  - Eumicrotremus barbatus (Lindberg & Legeza, 1955).
  - Eumicrotremus derjugini Popov, 1926.
  - Eumicrotremus eggvinii Koefoed, 1956.
  - Eumicrotremus fedorovi Mandrytsa, 1991.
  - Eumicrotremus gyrinops (Garman, 1892).
  - Eumicrotremus orbis (Günther, 1861).
  - Eumicrotremus pacificus Schmidt, 1904.
  - Eumicrotremus phrynoides Gilbert & Burke, 1912.
  - Eumicrotremus schmidti Lindberg & Legeza, 1955.
  - Eumicrotremus soldatovi Popov, 1930.
  - Eumicrotremus spinosus (Fabricius, 1776).
  - Eumicrotremus taranetzi Perminov, 1936.
  - Eumicrotremus tartaricus Lindberg & Legeza, 1955.
  - Eumicrotremus terraenovae Myers & Böhlke, 1950.
- Género Lethotremus
  - Lethotremus awae Jordan & Snyder, 1902.
  - Lethotremus muticus Gilbert, 1896